# Yves Dimier
Yves Dimier (* 25. Juli 1969 in Saint-Jean-de-Maurienne) ist ein französischer Sportfunktionär und ehemaliger Skirennläufer. Er war auf die Disziplinen Slalom und Riesenslalom spezialisiert.

## Biografie
Dimier trat erstmals an den Juniorenweltmeisterschaften 1987 in Sälen international in Erscheinung, konnte aber in den folgenden Jahren keine zählbaren Ergebnisse erzielen. Erst fast sechs Jahre später, am 9. Januar 1993, gewann er als 21. des Slaloms von Garmisch-Partenkirchen erstmals Weltcuppunkte. In der Saison 1993/94 belegte er im Europacup den zweiten Platz in der Slalomwertung und den dritten Platz in der Gesamtwertung. Sein bestes Saisonergebnis im Weltcup war ein achter Platz.
In der Saison 1994/95 gelang es Dimier, zweimal in einem Weltcup-Slalom auf den dritten Platz zu fahren: am 8. Januar in Garmisch-Partenkirchen und am 19. März beim Weltcup-Finale in Bormio. Zu Beginn der Saison 1995/96 erzielte Dimier das beste Ergebnis seiner Karriere, als er am 19. Dezember Zweiter des Slaloms der 3-Tre-Rennen in Madonna di Campiglio wurde. Es folgten drei weitere Top-10-Ergebnisse, womit er in der Slalomwertung den 8. Platz belegte. Dieses Niveau konnte Dimier in der Folge nicht mehr halten. In der Saison 1996/97 kam er nicht über einen neunten Platz hinaus, in der Saison 1997/98 konnte er lediglich einen 16. Platz als bestes Ergebnis vorweisen. Ende der Saison 1998/99 erklärte er seinen Rücktritt.
Ab 2006 war Dimier beim französischen Skiverband als technischer Direktor für den Alpinbereich tätig. Im Juli 2010 verließ er den Verband, nachdem der neue Präsident Michel Vion diesen Posten gestrichen hatte. Im Oktober 2010 gab das Organisationskomitee der Olympischen Winterspiele 2014 in Sotschi bekannt, dass es Dimier als Manager für die alpinen Wettbewerbe verpflichtet hatte. In dieser Funktion übernahm er die Koordination zwischen dem Organisationskomitee, dem russischen Skiverband und den Organisatoren der vorolympischen Rennen.

## Erfolge

### Olympische Spiele
- Lillehammer 1994: 16. Slalom

### Weltmeisterschaften
- Sierra Nevada 1996: 10. Kombination
- Sestriere 1997: 9. Kombination, 10. Slalom
- Vail/Beaver Creek 1999: 8. Kombination, 17. Slalom

### Weltcup
- Saison 1995/96: 8. Slalomwertung
- 9 Platzierungen unter den besten zehn, davon 3 Podestplätze

### Europacup
- Saison 1993/94: 3. Gesamtwertung, 2. Slalomwertung

### Juniorenweltmeisterschaften
- Sälen 1987: 17. Slalom, 53. Riesenslalom

### Sonstiges
- 4 französische Meistertitel (Slalom 1993 und 1995, Kombination 1994 und 1995)